# Jerzy Borcz
Jerzy Borcz (ur. 11 września 1955 w Krośnie) – polski polityk, samorządowiec, matematyk, senator IV kadencji.

## Życiorys
Ukończył w 1982 studia na Wydziale Matematyki i Fizyki Wyższej Szkoły Pedagogicznej w Rzeszowie. Był zatrudniony jako pracownik naukowo-dydaktyczny Instytutu Matematyki tej uczelni, następnie jako nauczyciel w I Społecznym Liceum Ogólnokształcącym w Krośnie. Został wykładowcą matematyki i statystyki w Państwowej Wyższej Szkole Zawodowej w Krośnie.
Należał do Konfederacji Polski Niepodległej, a następnie do KPN-OP. Z listy KPN bezskutecznie kandydował do Sejmu w wyborach parlamentarnych w 1993. Od 1997 do 2001 sprawował mandat senatora IV kadencji wybranego z ramienia AWS w województwie krośnieńskim. Zasiadał w Komisji Nauki i Edukacji oraz grupach bilateralnych polsko-francuskiej i polsko-japońskiej, był też wiceprzewodniczącym Panelu Oświatowego Międzyparlamentarnej Inicjatywy Środkowo-Europejskiej. W trakcie kadencji wystąpił z KPN-OP i w 2001 bezskutecznie ubiegał się o reelekcję z własnego komitetu.
W latach 1998–2002 sprawował mandat radnego sejmiku podkarpackiego. W 2002 kandydował z własnego komitetu na prezydenta Krosna, przegrywając w drugiej turze z Piotrem Przytockim. Później przystąpił do Partii Centrum, zasiadał w radzie politycznej tego ugrupowania. Z listy Platformy Obywatelskiej w 2005, 2007 i 2011 bez powodzenia kandydował w wyborach parlamentarnych oraz w 2009 w wyborach europejskich.
Ponownie został radnym województwa w 2006 z listy PO. Objął funkcję wiceprzewodniczącego Komisji Polityki Regionalnej oraz członka Komisji Rolnictwa, Modernizacji Obszarów Wiejskich i Ochrony Środowiska w sejmiku. W 2008 objął stanowisko wicedyrektora oddziału Agencji Nieruchomości Rolnych w Rzeszowie. Mandat radnego sejmiku utrzymał również w 2010 (po rezygnacji Piotra Przytockiego). W 2014 przeszedł do Prawa i Sprawiedliwości, w tym samym roku ponownie wybrany do sejmiku podkarpackiego.
W 2015 objął funkcję przewodniczącego sejmiku V kadencji. W tym samym roku został dyrektorem oddziału Agencji Nieruchomości Rolnych, na początku 2016 ustąpił z funkcji przewodniczącego sejmiku. W 2017, po przekształceniach organizacyjnych, przeszedł na stanowisko dyrektora rzeszowskiego oddziału Krajowego Ośrodka Wsparcia Rolnictwa, którym kierował do 2024.
W 2018 uzyskał mandat radnego województwa na kolejną kadencję, na początku nowej kadencji powrócił na stanowisko przewodniczącego sejmiku. W 2023 startował do Sejmu z ramienia PiS. W 2024 po raz kolejny został wybrany do sejmiku, pozostał również na funkcji przewodniczącego tego gremium.
Był prezesem Okręgowego Związku Szachowego w Krośnie oraz Krośnieńskiego Stowarzyszenia Żużlowego. Współorganizował międzynarodową olimpiadę szachową dla osób niewidomych i niedowidzących w Zakopanem. Wyróżniony odznakami Polskiego Związku Szachowego i Polskiego Związku Motorowego.

## Odznaczenia
- Krzyż Kawalerski Orderu Odrodzenia Polski (2025)[15]
- Złoty Krzyż Zasługi (2003)[16]